# Mulan (2020)
Mulan is een Amerikaanse film uit 2020 onder regie van Niki Caro. Het is een remake van de Disney-animatiefilm Mulan uit 1998. 
De première vond op 9 maart 2020 plaats in Los Angeles. De Amerikaanse bioscooprelease werd echter vanwege de uitbraak van het coronavirus uitgesteld tot 21 augustus 2020. Op 23 juli 2020 werd de release opnieuw uitgesteld, dit keer werd er echter geen nieuwe datum aangekondigd. Op 4 september 2020 werd de film uitgebracht op Disney+ met een zogenaamde VIP-toegang, waarbij een extra bijdrage van €21,99 diende betaald te worden boven op het bestaande abonnement.

## Verhaal
De film speelt zich af in China, tijdens de Han-dynastie. Fa Mulan, dochter van de oude oorlogsveteraan Fa Zhou, doet zich voor als mannelijke soldaat, om zo de plaats van haar vader in te nemen in het gevecht tegen een invasie van de Rouran.

## Rolverdeling

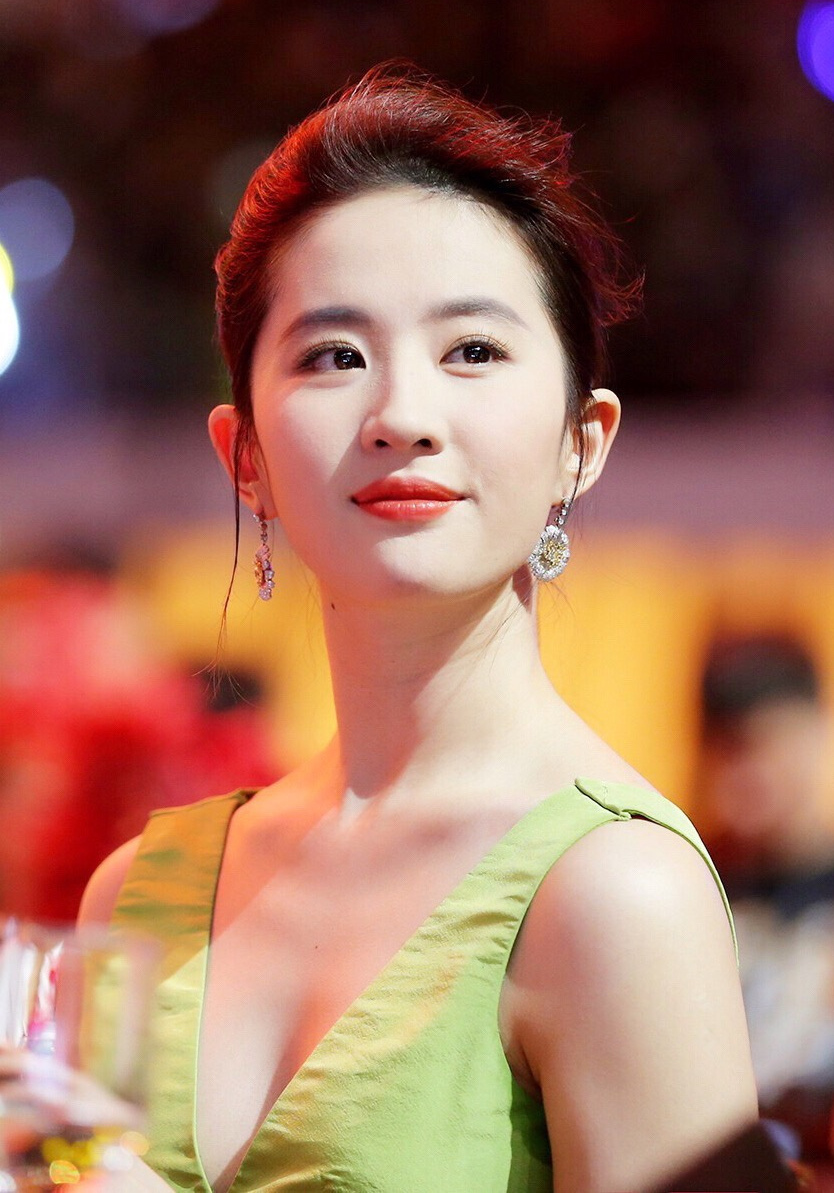
Liu Yifei speelt de titelrol in Mulan.

- Liu Yifei as Hua Mulan: de dochter van Hua Zhou. Trekt zich niets aan van traditie en wetten. Vermomt zichzelf als een man en vecht mee in het Keizerlijk Leger om haar vader te redden.
- Donnie Yen als Commandant Tung: Een mentor en leraar van Mulan. Hij leidt het regiment.
- Yoson An als Chen Honghui: een zelfverzekerde en ambitieuze rekruut, maakt deel uit van Commander Tungs leger. Aanvankelijk een rivaal, maar later de liefde van Mulan.
- Gong Li als Xian Lang: een krachtige heks, die samenwerkt met Bori Khan. Een nieuw personage dat niet in de animatiefilm zat.
- Jason Scott Lee als Bori Khan: Een generaal in het leger van de Rouran, die de dood van zijn vader wil wreken.
- Tzi Ma als Hua Zhou: Mulans vader en befaamde oorlogsveteraan.
- Jet Li als De Keizer: De Keizer van China
- Ron Yuan als Sergeant Qiang
- Jimmy Wong als Ling
- Doua Moua als Chien Po
- Chen Tang als Yao
- Xana Tang als Hua Xiu
- Utkarsh Ambudkar as Skatch

Ook zijn Rosalind Chao, Cheng Pei-pei, en Nelson Lee in onbekende rollen te zien. Actrice Ming-Na Wen die in de originele animatiefilm de stem van Mulan insprak heeft een cameo als de vrouw die Mulan voorstelt aan de keizer. Utkarsh Ambudkar en Chum Ehelepola zouden oorspronkelijk te zien zijn als Skatch en Ramtish, maar hun scènes haalde uiteindelijk niet de film en belande bij de verwijderde scènes.

## Productie

### Ontwikkeling
Walt Disney Pictures wilde aanvankelijk een remake maken met Zhang Ziyi als Mulan, en Chuck Russell als regisseur. Dit plan werd gecanceld.
Op 30 maart 2015 schreef 'The Hollywood Reporter' dat Disney aan een remake werkte met Chris Bender en J.C Spink als producers en Elizabeth Martin en Lauren Hynek als schrijvers. Op 4 oktober 2016 werd aangekondigd dat Rick Jaffa en Amanda Silver het script zullen herschrijven. Omdat het originele script niet-Chinese personages en een toevoeging van een blanke mannelijke hoofdrolspeler had, werden de makers beschuldigt van 'witwassen' van het verhaal. Disney reageerde door te beloven dat alle hoofdpersonages Chinees zullen blijven in het nieuwe script, dat Rick Jaffa en Amanda Silver schreven.

### Casting
Door het 'whitewashing-schandaal' lag de casting van Mulan onder een vergrootglas. Een petitie genaamd 'Tell Disney You Don't Want A Whitewashed Mulan!' kreeg meer dan 100.000 handtekeningen. Op 4 oktober 2016 kondigde Disney een wereldwijde zoektocht naar een actrice die Mulan kon spelen aan. Een team van casting directors bezocht vijf continenten en zagen meer dan 1000 kandidaten voor de rol, welke onder andere vechtkunst moet beheersen en vloeiend Engels moeten spreken. Op 29 november 2017 werd Liu Yifei gecast als Mulan. Velen noemden dit een overwinning voor de diversiteit in Disney- en Hollywood-films. De rest van de cast werd in april 2018 aangekondigd, met opnieuw positieve reacties.

### Regisseur
Disney zocht oorspronkelijk een Aziatische regisseur. Ze overwogen de Taiwanese regisseur Ang Lee, die de film afwees vanwege tijdgebrek.
Vervolgens benaderde Disney Jiang Wen. Dit kwam ook niet tot een overeenkomst. Vervolgens werd Niki Caro benaderd, die de film aannam. Dit maakt Caro de tweede vrouwelijke regisseur voor een Disney-film met een budget van boven de 100 miljoen dollar.

### Filmen
Het filmen begon op 13 augustus 2018, op verschillende locaties in Nieuw-Zeeland en China. De laatste filmdag was 25 november 2018.

## Kritiek
Hoofdrolspeelster Liu Yifei betuigde in 2020 haar steun aan de politie van Hongkong voor het optreden tijdens de protesten die zich daar in 2019 en 2020 afspeelden. Dit standpunt leidde vervolgens tot een oproep om de film te boycotten, die werd gesteund door groepen in Thailand, Taiwan en Zuid-Korea.
De film kwam opnieuw in opspraak nadat bleek dat een klein deel was opgenomen in Xinjiang, een regio die in opspraak is gekomen door de manier waarop de Oeigoerse inwoners door de Chinese overheid behandeld worden. Ook deze kritiek leidde tot een oproep voor een boycot.